# Орбитални период
Орбитални период или опходно време је време потребно да планета или друго небеско тело направи једну пуну орбиту око матичног тела (заправо око заједничког средишта масе). За небеска тела који се окрећу око Сунца разликује се више врста опходних времена:
- сидерички (звездани) период или право опходно време је време у којем тело направи пуни окрет око Сунца (угао од 360°), релативно у односу на положај звезда.[1]
  - сидерички дан или звездани дан је период ротације планете у односу на удаљене звезде. Земљин сидерички дан одређује се као време између два проласка пролећне тачке кроз небески меридијан и износи 23 сати 56 минута и 4 секунде.
  - сидерички месец или звездани месец је раздобље Месечевог обиласка Земље с обзиром на звезде (27,321 662 дан = 27 дан 7  43  11,6 ).
  - звездана година или сидеричка година (365 дан 6  9  9,76  = 365,256363 дан) је време обиласка Земље око Сунца с обзиром на систем далеких звезда.
- синодички период је време потребно да се тело нађе у истој тачки неба, посматрано са Земље. Због Земљиног кретања око Сунца сидерички и синодички периоди небеских тела се разликују.
  - синодички дан или Сунчев дан је време које протече између Сунчеве две узастопне истоветне кулминације (горње у подне или доње у поноћ). Земљин синодички дан дефиниран као просечно време између два поднева и износи 24 сата.
  - синодички месец је раздобље промене месечевих мена које одражава положај Месеца према Сунцу, а износи 29.530 59 д = 29 д 12 h 44 min 3 s.
  - тропска година или Сунчева година (365 д 5  48  46  = 365,24219 дан) је време између два узастопна пролазака Сунца пролећном тачком.
- аномалистичка периода време је између два узастопна пролазака тела перихелом.
- драконичка или нодичка периода време је између два пролаза истим чвором стазе природног сателита, која је нагнута према равни у којој се креће планета. Драконички месец има важну улогу у понављању помрчење Сунца и Месеца).
- тропска периода време је између два узастопна пролазака истом еклиптичком лонгитудом.[2]

## Однос између сидеричке и синодичке године
Никола Коперник је у новом хелиоцентричном систему увео нову астрономску величину, звездану или сидеричку годинз. Синодичка година је опходно време у којем се понови исти положај планета и Земље у односу на Сунце, дакле раздобље понављања истих положаја тих три тела, и непосредно се мери као особина привидног планетског кретања. Због Земљиног кретања око Сунца, сидерички и синодички периоди небеских тела се разликују. Дакле синодичка година не преставља само особину неког планета, већ зависи и од тога како се Земља креће око Сунца. Сидеричка година је време опхода планета око Сунца у координатном систему који је везан за далеке звезде, а центар има у Сунцу. Такав је период истинска физичка величина која припада само планети. С друге стране сидеричка година се не може мерити директно, те је треба рачунски одредити.
Претпоставимо да се планете крећу сталним брзинама по кружници (види слику десно). Замислимо унутрашњу планету (нпр. Венера) у доњој конјукцији (положај 1) и пратимо њено кретање и кретање Земље око Сунца, све до тренутка идуће доње конјукције. Планет се налази на краћој стази и креће се брже, те ће превалити пуни угао и још угао A до поновне доње конјукције (положај 2). До тог положаја протекла је једна синодичка година планете S. Земља се у исто време S путањом помакла само за угао A, а за властиту сидеричку годину Z имала би да превали пуни угао. Том тврдњом се исказује однос:
{\displaystyle {\frac {A}{360^{o}}}\,=\,{\frac {S}{Z}}\!}
Угао од 360° планета прелази у својој сидеричкој години P. Угао 360° + A планета је прешла за време синодичке године, а сам угао A прешла је за време које је једнако разлици синодичке и сидеричке године. Тиме је изражен однос:
{\displaystyle {\frac {A}{360^{o}}}\,=\,{\frac {S-P}{Z}}\!}
Изједначе ли се десне стране тих односа, излази за доње или унутрашње планете:
{\displaystyle {\frac {1}{P}}\,=\,{\frac {1}{Z}}\,+\,{\frac {1}{S}}\!}
где је:  - сидеричка година унутрашње планете;  - сидеричка година Земље;  - синодичка година унутрашње планете.
За израчунавање сидеричке године спољних (горњих) планета потребно је да се у једначини замене места Земље и планета. Оно што је Земља за унутрашњу планету, то је спољна планета за Земљу. Тада се добија за горње или спољне планете:
{\displaystyle {\frac {1}{P}}\,=\,{\frac {1}{Z}}\,-\,{\frac {1}{S}}\!}
где је:  - сидеричка година спољне планете;  - сидеричка година Земље;  - синодичка година спољне планете.
Синодичка година у тим односима је средња синодичка година. Иначе се време између два иста размештаја Земље, планета и Сунца мења због издужености стаза и кретања планета с неједнаком брзином по стази. Таблица сидеричких и синодичких периода за планете Сунчевог система, релативно у односу на Земљу:
| Планета | Синодичка (тропска) година | Сидеричка (звездана) година |
| ------- | -------------------------- | --------------------------- |
| Меркур  | 115,9 дана                 | 88 дана                     |
| Венера  | 583,9 дана                 | 224,7 дана                  |
| Земља   | -                          | 365,26 дана                 |
| Марс    | 780 дана                   | 687 дана                    |
| Јупитер | 399 дана                   | 11,86 година                |
| Сатурн  | 378 дана                   | 29,46 година                |
| Уран    | 370 дана                   | 84,01 година                |
| Нептун  | 367,5 дана                 | 164,8 година                |
| Плутон  | 366,7 дана                 | 247,7 година                |

## Сунчево и звездано време
У свакодневном деловању најважније раздобље времена одређено је изменом светлости и таме (дневном изменом осунчења или инсолације). Положај Сунца на небеској сфери преставља казаљку помоћу које се установљава доба дана. Рачунање времена дана почиње у поноћ, у часу када се Сунце налази у доњој кулминацији. Сунчев дан (синодички дан) је време које протече између Сунчеве две узастопне истоветне кулминације (горње у подне или доње у поноћ). Слично томе, звездани дан (сидерички дан) је време у којем пуни окрет учини нека звезда, или тачније речено пролећна тачка. Сунчево време служи за свакодневне животне делатности. Знајући тренутак Сунчевог времена, може се одредити положај Сунца на небу. Можда се чинити да то није проблем, јер се Сунце изнад обзора лако угледа. Али код звезда није тако. Звезде су много мањег сјаја него Сунце. Звездано време потребно је да би се одредио положај звезда, а осим у астрономији, примењује се у геодезији и навигацији.

### Звездано време
Казаљка звезданог времена је пролетна тачка. Звездано време једнако је сатном углу пролетне тачке. Звездани дан почиње када се пролећна тачка налази у горњој кулминацији. Звездано време повезано је у сваком часу са сатним углом и ректасцензијом звезде. Оно је ограничено тиме на раздобље од 0 до 24h. Звездано време тече онолико једнолико колико се једнолико Земља окреће. Ток звезданог времена одређен је само Земљином вртњом у односу на звезде. У току времена постоје мале промене. Разлози тих промена тројаки су. Један је учинак плиме. При кретању плимних таласа долази до трења између водених маса и дна. Трењем се губи део кинетичке енергије вртње па се она успорава. Појава се очитује у вековним размацима. Затим, постоје сезонске промене брзине вртње јер се зависно од годишњег доба мењају јачине и смерови ветрова те морских струја. Стога се вртња и успорава и убрзава у току године, зависно од тога помажу ли струјања Земљиној вртњи или одмажу. Трећи разлог крије се у кретањима у Земљиној унутрашњости и у физичком простору Земљине околине.
Сунчев дан задан је не само Земљином вртњом око властите осе, већ и Земљином годишњом путањом око Сунца. Притом Земља учини један окрет више око своје осе, с обзиром на пролећну тачку (или звезде) него с обзиром на Сунце. Обилажење око Сунца чини један додатни окрет Земље према систему звезда. То значи да ће број звезданих дана у Сунчевој (тропској) години бити за јединицу већи од броја Сунчевих дана у Сунчевој години :
( + 1) звездани дан = T Сунчев дан
где је T - Сунчева или тропска година која износи 365 д 5  = 365,24219 дана, те се добија:
1 звездани дан = 
Звездани дан дели се сам по себи у 24h звезданог времена, а сати, минуте и секунде звезданог времена такође трају краће од сата, минута и секунди Сунчевог времена:
1 звездани сат = 
1 звездани минут = 59,8 s
Звездано време зависи од годишњег доба. Оног часа када је Сунце у пролећној тачки с којом заједно пролази кроз горњу кулминацију подне је (12h Сунчевог времена), али истодобно је и почетак звезданог дана (0h звезданог времена). Наредног ће се дана Сунце наћи источније од пролећне тачке јер оно међу звездама одмиче на исток, те ће у дневној вртњи неба „заостајати” за звездама и касније проћи него пролећна тачка. Када угао између сатног круга пролећне тачке и Сунца порасте на 90° (почетак лета), звездано ће време бити „млађе” од Сунчевог за 6h; када порасте на 180° (почетак јесени), звездано време једнако је Сунчевом; када разлика досегне 270° (почетак зиме), звездано ће време бити за 6h „старије” од Сунчевог.

### Средњи Сунчев дан
Сунце се не креће једноликом брзином по еклиптици, а еклиптика се не подудара с небеским екватором. По еклиптици се Сунце не креће једнолико, јер његово привидно кретање само одражава право кретање Земље око Сунца; Земља се по еклиптичној стази креће промењивом брзином. Стога Сунце не прелази сваког дана једнаке углове по еклиптици. Сунце исто мења своју угаону удаљеност од небеског екватора. То значи да оно осим кретања упоредо с небеским екватором изводи још и кретање у смеру окомитом на екватор. На пример, дан после почетка пролећа, Сунце ће се наћи нешто северније од небеског екватора. Дневни помаци на север или на југ од небеског екватора највећи су у доба равнодневница, а у доба око сунцостаја Сунце се креће успоредо с небеским екватором. То значи, и када би се Сунце еклиптиком и кретало равномерно, његова се пројекција на небески екватор не би кретала равномерно.
Прави Сунчеви дани не трају зато једнако. Средњи Сунчев дан (или напросто дан) је просек свих правих Сунчевих дана у току тропске или Сунчеве године. Данас се трајање средњег Сунчевог дана прати помоћу атомских сатова. Године 1967, договорено је да се уместо секунде одређене из кретања Земље, као јединица времена искористи атомска секунда или секунда одређена атомским сатом. Та је секунда повезана с трајањем тропске или Сунчеве године 1900. Секундом се сматра раздобље времена који је био 31 556 925,9747 пута садржано у тој тропској години. Како се дужина дана и тропске године с временом мењају, то се ради усклађења времена дана с календаром убацује у календарски дан додатна (прекобројна) секунда.

### Једначина времена
Природне појаве, као што су излазак и залазак Сунца, те горња кулминација (право месно подне), зависе од кретања правог Сунца. Да би се тренутак дана повезао са сатном кружницом на којој се налази Сунце, установљена је разлика правог и средњег Сунчева времена. Разлика је позната под називом једначина времена:
једначина времена = право Сунчево време - средње Сунчево време

### Средње Сунчево време
Пошто се свако време, и звездано и Сунчево, мери сатним углом (у односу на меридијан проматрача), оно је локалног карактера. Свака земљописна дужина има своје време. Ако је код нас подне, западно од нас бит ће још јутро, а источније од нас бит ће поподне. Сваких 15° земљописне дужине доноси разлику месних времена од 1 сат. Зато је на некој земљописној дужини λ, средње Сунчево време једнако:
Код источних земљописних дужина предзнак је позитиван, код западних негативан. Светско или универзално време УТ (енг. Universal Time) средње је Сунчево време на 0° меридијану или гриничком меридијану. Земљописну дужину λ треба изразити у временским јединицама користећи следеће односе: 1 h = 15°; 1 min = 15'; 1 s = 15"; 1° = 4 min; 1' = 4 s; 1" = 0.066 s.